# (13934) Kannami
(13934) Kannami es un asteroide perteneciente al cinturón de asteroides descubierto el 11 de diciembre de 1988 por Yoshiaki Oshima desde el Observatorio Gekko, Kannami, Japón.

## Designación y nombre
Designado provisionalmente como 1988 XE2. Fue nombrado por Kannami,  una ciudad en la prefectura de Shizuoka, Japón, donde se encuentra el Observatorio Gekko. Kannami significa “el sur de Hakone”. Kannami celebra su 50 aniversario como ciudad en 2013.

## Características orbitales
(13934) Kannami está situado a una distancia media del Sol de 2,234 ua, pudiendo alejarse hasta 2,782 ua y acercarse hasta 1,685 ua. Su excentricidad es 0,245 y la inclinación orbital 7,763 grados. Emplea 1219,24nbsp;días en completar una órbita alrededor del Sol.

## Características físicas
La magnitud absoluta de (13934) Kannami es 13,88. Tiene 4,709 km de diámetro y su albedo se estima en 0,418. 